# Виндикта
Виндикта е процес по освобождаване на роб под формата на мним съдебен процес, при която преторът докосва със специална пръчка (жезъл), наречена виндикта, три или четири пъти главата на съответния човек. За да се превърне в римски гражданин, след виндиктата името му трябвало да бъде внасяно в цензовия списък.
Според преданието, името на виндиктата идва от Виндиций – роб на фамилията Вителии, издал подготвяния от тях съвместно с Аквилиите заговор за свалянето на Римската република и връщането на трона на царете от рода Тарквинии. За награда Виндиций е освободен, получава римско гражданство и известна сума от държавната хазна. Смята се, че той е първия роб, освободен по този начин.